# Won't Get Fooled Again (EP)
Won't Get Fooled Again é um EP  da banda de rock britânica The Who lançado exclusivamente no Reino Unido pela Polydor Records em agosto de 1988.

## Faixas
1. "Won't Get Fooled Again" (Pete Townshend)
  - Produzida pelo The Who
  - Produtor associado: Glyn Johns
  - Gravada no Rolling Stones Mobile Studio e no Olympic Studios, 1971
2. "Bony Moronie" (Larry Williams)
  - Produzida porJohn Williams
  - Gravada  ao vivo no Young Vic com o Rolling Stones Mobile Studio, 1971
3. "Dancing in the Street" (William Stevenson, Marvin Gaye)
  - Gravada ao vivo na Filadélfia, 1979
4. "Mary Anne with the Shaky Hand" (Townshend)
  - Produzida por Kit Lambert
  - Gravada no Talent Masters Studio, 1967